# Stadion Miejski w Sydonie
Stadion Międzynarodowy – wielofunkcyjny stadion sportowy w Sydonie, w Libanie. Obiekt położony jest tuż nad brzegiem Morza Śródziemnego. Jego pojemność wynosi 22 600 widzów. Swoje spotkania rozgrywa na nim drużyna Al-Ahli Sydon. Stadion był jedną z aren piłkarskiego Pucharu Azji 2000. Rozegrano na nim siedem spotkań fazy grupowej oraz jeden ćwierćfinał turnieju.